# Kool du Caux
Kool du Caux, född 19 april 1998 i Frankrike, död 12 augusti 2016, var en fransk varmblodig travhäst. Han tränades av Fabrice Souloy.
Kool du Caux tävlade åren 2000–2008 och sprang in 1,5 miljoner euro på 77 starter varav 16 segrar. Bland hans främsta meriter räknas segrarna i Prix de France (2007), Prix René Ballière (2007), Prix de Bretagne (2007), Copenhagen Cup (2007), Prix de Brest (2006) och andraplatserna i Prix d'Amérique (2007), Oslo Grand Prix (2006), Grand Critérium de Vitesse (2006).
När han vann 2007 års upplaga av Prix de France på Vincennesbanan i Paris gjorde han detta på det nya världsrekordet 1.09,8 över 2 100 meter med autostart. Detta är fortfarande (2018) den snabbaste vinnartiden genom tiderna i loppet samt banrekord på Vincennesbanan.
Han deltog i 2007 års upplaga av Elitloppet på Solvalla. Han kördes av Franck Nivard. Ekipaget slutade på femteplats i försöksloppet och tog sig därmed inte vidare till final.
Efter tävlingskarriären var han avelshingst. Han lämnade efter sig bland andra On Track Piraten.